# La Vacquerie
La Vacquerie là một xã ở tỉnh Calvados, thuộc vùng Normandie ở tây bắc nước Pháp.

## Dân số
| Năm | 1962 | 1968 | 1975 | 1982 | 1990 | 1999 |
| --- | ---- | ---- | ---- | ---- | ---- | ---- |
| Dân số | 349  | 324  | 275  | 265  | 300  | 298  |
| From the year 1962 on: No double counting—residents of multiple communes (e.g. students and military personnel) are counted only once. |      |      |      |      |      |      |